# Titanattus novarai
Titanattus novarai es una especie de araña saltarina del género Titanattus, familia Salticidae. Fue descrita científicamente por Caporiacco en 1955.
Habita en Venezuela.